# Cavendishia adenophora
Cavendishia adenophora là một loài thực vật có hoa trong họ Thạch nam. Loài này được Mansf. mô tả khoa học đầu tiên năm 1925.